# 章均赛
章均赛（1953年10月—），上海人，中华人民共和国政治人物、外交官。

## 生平
1978年，毕业于北京外国语学院英语系。1979年，进入中华人民共和国外交部工作，先后在驻新西兰大使馆、外交部美洲大洋洲司、外交部北美大洋洲司、驻悉尼总领事馆任职，期间赴塔夫茨大学弗莱彻法律与外交学院进修2年。1997年，任驻澳大利亚大使馆政务参赞。2000年11月，出任中华人民共和国驻斐济群岛大使。2003年，任外交部北美大洋洲司副司长。2007年3月，出任中华人民共和国驻澳大利亚大使。2010年11月，出任中华人民共和国驻加拿大大使。2014年5月，自驻加拿大大使离任。

## 家庭
已婚，有一女。